# Isaac Azcuy Oliva
Isaac Azcuy Oliva (Pinar del Río, 3 de junio de 1953) es un deportista cubano que compitió en judo.
Participó en dos Juegos Olímpicos de Verano en los años 1972 y 1980, obteniendo una medalla de plata en Moscú 1980 en la categoría de –86 kg. En los Juegos Panamericanos de 1983 consiguió una medalla de oro.
Ganó cuatro medallas en el Campeonato Panamericano de Judo entre los años 1974 y 1985.

## Palmarés internacional
| Juegos Olímpicos        | Juegos Olímpicos          | Juegos Olímpicos  | Juegos Olímpicos |
| Año                     | Lugar                     | Medalla           | Categoría        |
| ----------------------- | ------------------------- | ----------------- | ---------------- |
| 1980                    | Moscú (URSS)              | Medalla de plata  | –86 kg           |
| Juegos Panamericanos    |                           |                   |                  |
| Año                     | Lugar                     | Medalla           | Categoría        |
| 1983                    | Caracas (Venezuela)       | Medalla de oro    | –95 kg           |
| Campeonato Panamericano |                           |                   |                  |
| Año                     | Lugar                     | Medalla           | Categoría        |
| 1974                    | Ciudad de Panamá (Panamá) | Medalla de oro    | –80 kg           |
| 1978                    | Buenos Aires (Argentina)  | Medalla de oro    | –86 kg           |
| 1984                    | Ciudad de México (México) | Medalla de oro    | –95 kg           |
| 1985                    | La Habana (Cuba)          | Medalla de bronce | –95 kg           |